# Normag
Die Normag GmbH war ursprünglich ein 1937 gegründetes Tochterunternehmen der Schmidt, Kranz & Co. im thüringischen Nordhausen, das Schlepper produzierte. 1945 wurde die Schlepperfertigung wenige Monate vor Kriegsende in das nahe gelegene Zorge verlagert und als Normag-Zorge GmbH weitergeführt. 1955 übernahm O&K das Unternehmen. Aufgrund des hohen Konkurrenzdrucks und des anhaltenden Rückgangs der Verkaufszahlen wurde die Schlepperfertigung 1958 eingestellt.

## Geschichte

### 1937–1945

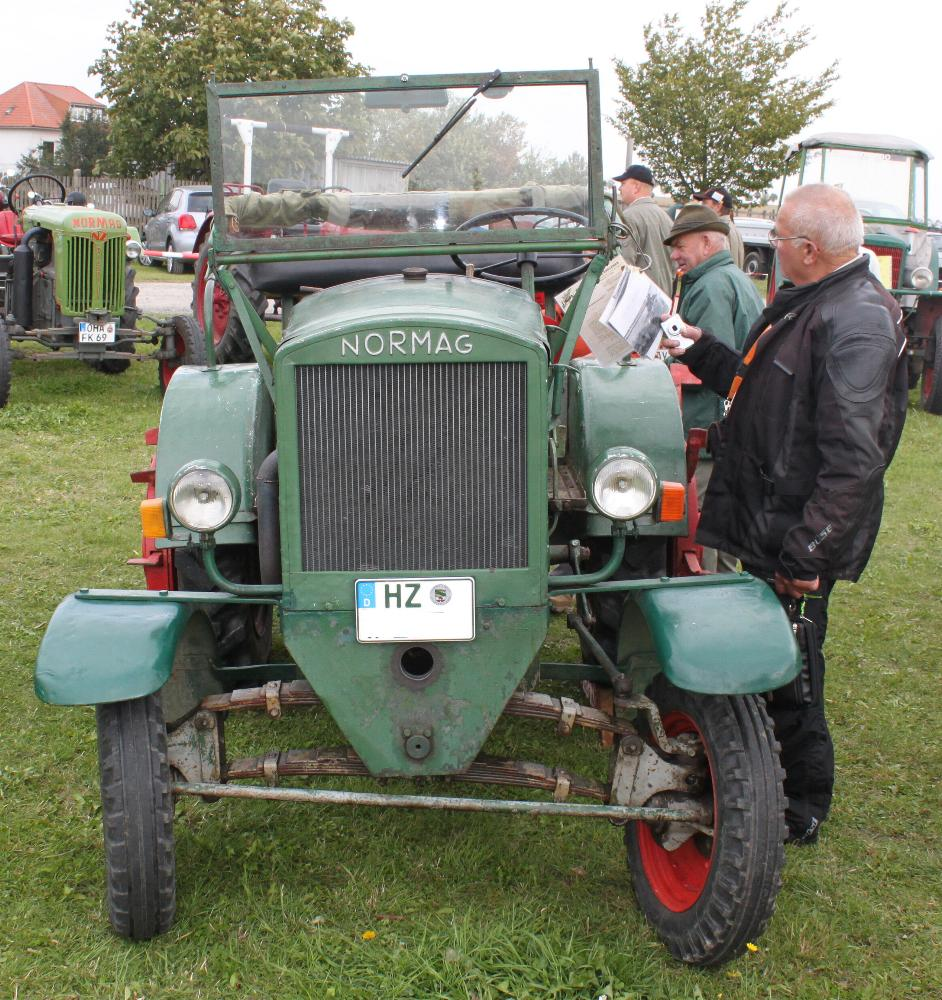
Ein 1941 gebauter Normag NG22

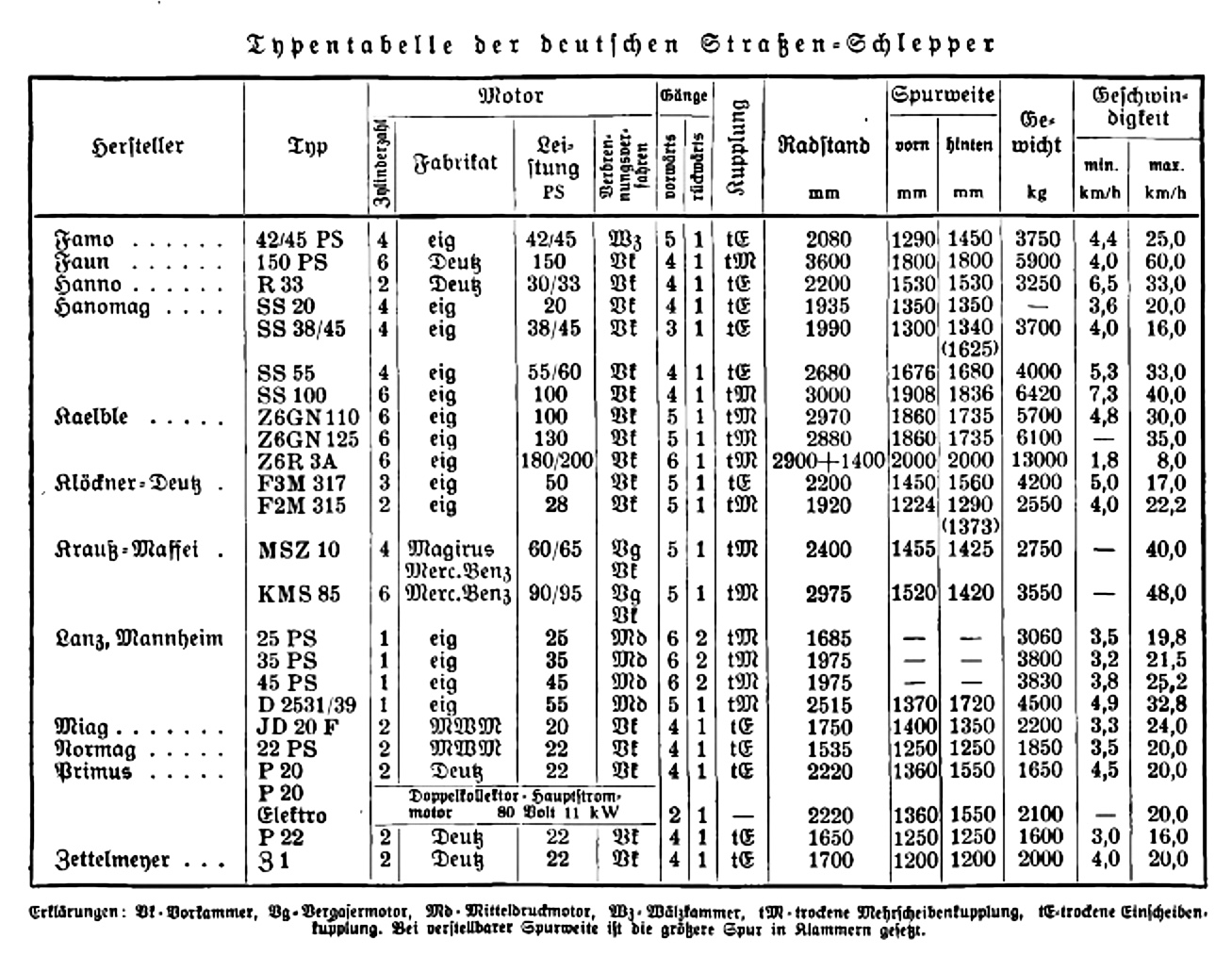
Technische Daten Normag NG22

1935 begann Schmidt, Kranz & Co. in Nordhausen unter der Führung von Karl Glinz mit der Entwicklung und Fertigung von Schleppern mit Dieselmotor. Zwei Jahre später wurde dieser Produktionszweig in das neu gegründete Tochterunternehmen Normag GmbH verlagert. Nach dem Tod von Karl Glinz übernahm sein Sohn Hans Karl Glinz 1937 den Unternehmensvorsitz. In der Zeit bis zum Ende des Zweiten Weltkrieges produzierte der Betrieb verschiedene Traktoren und vertrieb sie unter dem Namen „Rohöl-Ackerschlepper“. Diese Schlepper waren wie der Lanz Bulldog mit einem 1-Zylinder-2-Takt-Glühkopfmotor ausgestattet. Er sollte bei einer Drehzahl zwischen 500 und 700/min eine Leistung zwischen 20 und 26 PS abgeben.
Ab 1938 wurde der 22-PS-Dieselschlepper NG 22 gebaut, der ab 1941 durch den ebenfalls 22 PS starken NG 10 ergänzt wurde. Diese beiden Schlepper wurden wegen der zunehmenden Treibstoffknappheit im Verlauf des Zweiten Weltkriegs 1942 aus dem Programm genommen. Hergestellt wurde nur noch der Holzgasschlepper NG 25.
Die Luftangriffe während des Krieges überstand das Werk unbeschadet. Am 11. April 1945 erreichte die US-Armee Nordhausen und damit auch die Werkshallen des Unternehmens. Dort fand sie unter anderem Bauteile aus der Raketenproduktion, die aus der KZ-Bauanstalt Lager Dora in Kohnstein stammten.
Da abzusehen war, dass Nordhausen in die sowjetische Besatzungszone fallen würde und damit der für das Unternehmen wichtigste Absatzmarkt verloren gehen würde, machte sich Betriebsleiter August von Scheven auf die Suche nach einem neuen Standort im Westen Deutschlands. Mit Unterstützung der US-Armee übersiedelte Hans Karl Glinz schließlich mitsamt Maschinen, technischen Unterlagen sowie einigen Fachkräften in das nahe gelegene Zorge und baute dort mit der Normag-Zorge GmbH eine neue Schlepperfertigung auf.
Die leeren Werkshallen wurden am 1. Juli 1945 von der Sowjetarmee besetzt, kurze Zeit später unter Sequestration gestellt und ein staatlicher Baumaschinenhersteller aufgebaut (heute GP Papenburg Maschinenbau AG).

### 1945–1958

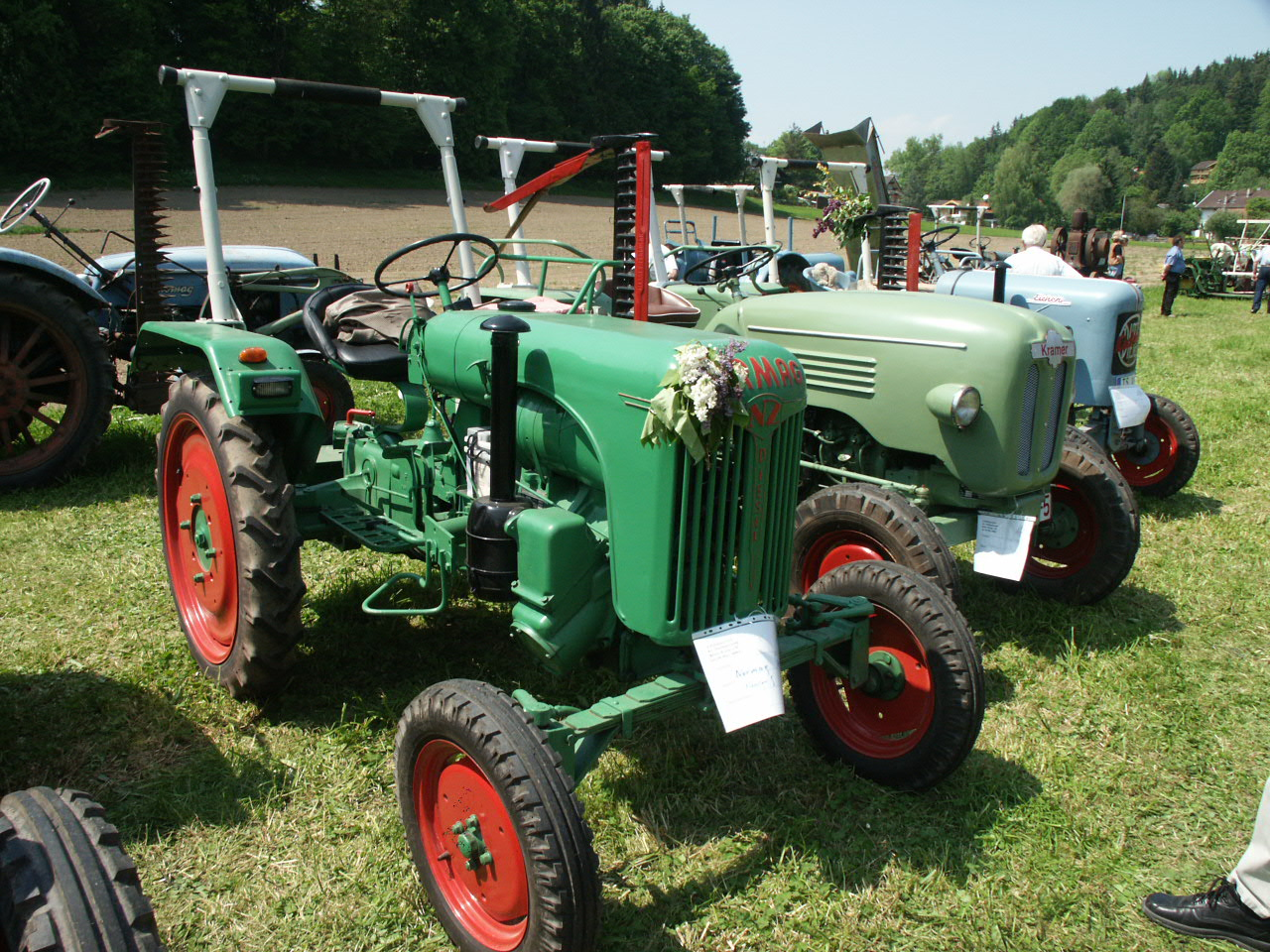
Kornett I (ab 1954 gebaut)

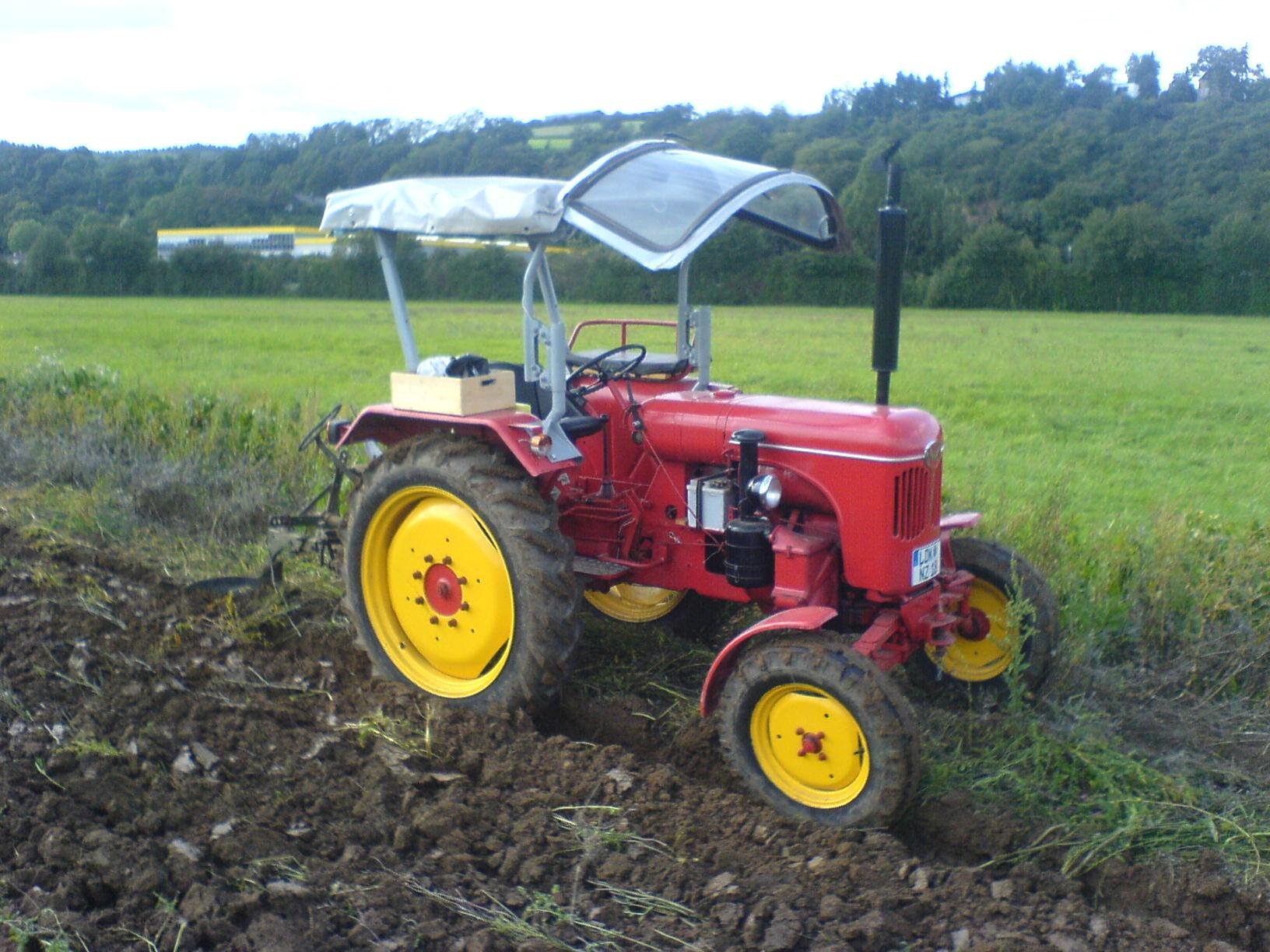
K18a mit Einschaar-Winkeldrehpflug (ab 1956 gebaut)

In Zorge konnte bereits im Jahr 1946 wieder mit der Produktion des 24 PS starken NG 23 begonnen werden, der in vielen Teilen dem Vorkriegsmodell NG 22 glich. Aber von Scheven drängte weiter Richtung Westen ins Ruhrgebiet, zuerst nach Sprockhövel, seine Heimatstadt, und schließlich ins benachbarte Hattingen. Im Jahr 1947 wurde erstmals ein aus eigener Entwicklung stammender Motor in den NG 23 K eingebaut, der im Zweigwerk Hattingen unter der Leitung von August von Scheven entwickelt worden war.
Ab 1949 wurde das Schlepperprogramm durch den „NG 15 L“ ergänzt, dem 1950 der „NG 35“ folgte. Ab 1952 kamen die Typen „C 10“, „Faktor I“, „Faktor II“ sowie der Großschlepper „NG 45“ hinzu. Damit konnte Normag ein vollständiges Traktorenprogramm zwischen 10 und 45 PS anbieten, das durch die beiden 1954 vorgestellten Typen Kornett I und Kornett II weiter abgerundet wurde.
Als die Absatzzahlen sanken, wurde Normag 1955 von O&K übernommen. 1956 wurde ein komplett neues Schlepperprogramm vorgestellt, das die Typen N 12, K 15a, K 18a, F 22, F 30, NG 35 M und NG 45 L umfasste. Doch selbst als 1957 die Typen K 13a und K 16b hinzu kamen, sanken die Absatzzahlen weiter. Daher vereinbarte man mit Porsche-Diesel Motorenbau, dass diese ab 1. Januar 1958 die Ersatzteilversorgung der verbliebenen Normagschlepper sichern solle. Normag stellte zu diesem Zeitpunkt die Schlepperherstellung ein. Die Produktion der Porschetrecker wurde 1963 eingestellt und Renault übernahm die Ersatzteilversorgung für diese sowie die von Normag-Zorge und der MAN Ackerdiesel. Renault verkaufte seine Traktorensparte mit dem Werk in Le Mans zwischen 2003 und 2008 sukzessiv an Claas.